# Xerocomus subtomentosus
Xerocomus subtomentosus L., 1753 è un fungo basidiomicete della famiglia Boletaceae.

## Descrizione della specie

### Cappello
4–12 cm, prima emisferico, poi convesso, infine appianato, carnoso. 
margineinvoluto, leggermente ondulato.
cuticolavellutata, tomentosa, poco screpolata, con tonalità giallo olivastre, bruno olivacee, prive di sfumature rosse.

### Gambo
5-10 x 1–2 cm, slanciato, cilindrico, attenuato alla base, ricoperto da evidenti costolature, di colore giallo pallido, tendente ad imbrunire specialmente nella parte inferiore, alla base presenta spesso di micelio biancastro.

### Tubuli
Lunghi 5–15 mm, adnati o subdecorrenti di colore giallo cromo, poi olivastri a maturazione, al tatto virano al blu lentamente in maniera quasi impercettibile.

### Pori
Larghi fino a 1,5 mm, angolosi, giallo dorato, poi verdastri, virano leggermente al blu al tocco.

### Carne
Prima soda, poi molle, fibrosa nel gambo; colore giallo pallido, brunastra sotto la cuticola, fulvo rosata alla base del gambo, 
vira debolmente all'azzurro soprattutto con il tempo umido. 
- Sapore: dolce
- Odore: acidulo

## Microscopia
Spore10-15 x 4-5 µm, bruno olivastre in massa, ellittiche fusiformi, lisce.
Basiditetrasporici, clavati, 25-34 x 6,5-9 µm
Pleurocistidilanceolati, lisci, 47-72 x 8-12 µm

## Distribuzione e habitat
Fruttifica in boschi di latifoglie e aghifoglie, dall'estate all'autunno, anche a basse quote, su terreni acidi.

## Commestibilità
Commestibile.

## Tassonomia

### Sinonimi e binomi obsoleti
- Boletus lanatus Rostk., in Sturm, Deutschl. Fl., 3 Abt. (Pilze Deutschl.) 5: 77 (1844)
- Boletus leguei Boud., Bulletin de la Société Mycologique de France 10(1): 62 (1894)
- Boletus striipes Fr., Hymenomyc. eur. (Upsaliae): 502 (1874)
- Boletus subtomentosus f. leguei (Boud.) Vassilkov, in Novin (Ed.), Ecologiya i Biologiya Rastenii Vo.vtochnoevropeskot Lesotundry [Ecology and Biology of Plants of the East-European Forest Tundra], Pt. 1 (Leningrad): 57 (1970)
- Boletus subtomentosus var. lanatus (Rostk.) Smotl., Sitzungsberichte der Königlichen Böhmischen Gesellschaft der Wissenschaften, 1911: 38 (1912)
- Boletus subtomentosus var. marginalis Boud., Icones Mycologicae (Paris): 72 (1907) [1906]
- Boletus xanthus (E.-J. Gilbert) Merlo, I Nostri Funghi, I Boleti, Edn 2 (Genoa): 50 (1980)
- Ceriomyces subtomentosus (L.) Murrill, Mycologia 1(4): 153 (1909)
- Leccinum subtomentosum (L.) Gray, A Natural Arrangement of British Plants (London) 1: 647 (1821)
- Xerocomopsis subtomentosus (L.) Reichert, Palest. J. Bot., Rehovot Ser. 3: 229 (1940)
- Xerocomus ferrugineus var. leguei (Boud.) Bon, Docums Mycol. 24(no. 93): 50 (1994)
- Xerocomus lanatus (Rostk.) Singer, Farlowia 2: 296 (1946) [1945]
- Xerocomus leguei (Boud.) Montegut ex Bon, Docums Mycol. 14(no. 56): 16 (1985) [1984]
- Xerocomus subtomentosus (L.) Fr., Systema mycologicum (Lundae) 1: 359 (1821)
- Xerocomus subtomentosus f. xanthus E.-J. Gilbert, Bull. trimest. Soc. mycol. Fr. 47: 142 (1931)
- Xerocomus subtomentosus var. leguei (Boud.) Maire, (1933)
- Xerocomus xanthus (E.-J. Gilbert) Contu, Pagine Botaniche 14: 29 (1989)
- Xerocomus xanthus (E.-J. Gilbert) Curreli, Riv. Micol. 32(1-2): 31 (1989)

### Specie simili
- Xerocomellus zelleri, che ha un cappello più scuro, vellutato e rossastro.
- Xerocomellus chrysenteron, che ha il cappello brunastro, con areole e screpolature tendenti al rosa.
- Xerocomellus truncatus, simile al B. chrysenteron, ma con pori che virano rapidamente al blu.
- Xerocomus ferrugineus, che ha marrone, pori color ruggine, giallo, più vivo verso l'apice.